# Liste des gouverneurs de l'Uttar Pradesh
Le 26 janvier 1950, la province est nommée  Uttar Pradesh, ses gouverneurs successifs seront:

## Gouverneurs de l’Uttar Pradesh (1950–)
| #       | Nom                                   | Début            | Fin              |
| ------- | ------------------------------------- | ---------------- | ---------------- |
| 1       | Hormasji Peroshaw Mody                | 26 janvier 1950  | 1er juin 1952    |
| 2       | Kanhaiyalal Maneklal Munshi           | 2 juin 1952      | 9 juin 1957      |
| 3       | Varahgiri Venkatgiri                  | 10 juin 1957     | 30 juin 1960     |
| 4       | Burgula Ramakrishna Rao               | 1er juillet 1960 | 15 avril 1962    |
| 5       | Biswanath Das                         | 16 avril 1962    | 30 avril 1967    |
| 6       | Bezawada Gopala Reddy                 | 1er mai 1967     | 30 juin 1972     |
| 7       | Shashi Kanta Verma (faisant fonction) | 1er juillet 1972 | 13 novembre 1972 |
| 8       | Akbar Ali Khan                        | 14 novembre 1972 | 24 octobre 1974  |
| 9       | Marri Chenna Reddy                    | 25 octobre 1974  | 1er octobre 1977 |
| 10      | Ganpatrao Devji Tapase                | 2 octobre 1977   | 27 février 1980  |
| 11      | Chandeshwar Prasad Narayan Singh      | 28 février 1980  | 31 mars 1985     |
| 12      | Mohammed Usman Arif                   | 31 mars 1985     | 11 février 1990  |
| 13      | B. Satya Narayan Reddy                | 12 février 1990  | 25 mai 1993      |
| 14      | Motilal Vora                          | 26 mai 1993      | 3 mai 1996       |
| 15      | Mohammad Shafi Qureshi                | 3 mai 1996       | 19 juillet 1996  |
| 16      | Romesh Bhandari                       | 19 juillet 1996  | 17 mars 1998     |
| 17      | Mohammad Shafi Qureshi                | 17 mars 1998     | 19 avril 1998    |
| 18      | Suraj Bhan                            | 20 avril 1998    | 23 novembre 2000 |
| 19      | Vishnu Kant Shastri                   | 24 novembre 2000 | 2 juillet 2004   |
| 20      | Sudarshan Agrawal (faisant fonction)  | 3 juillet 2004   | 7 juillet 2004   |
| 21      | T. V. Rajeswar                        | 8 juillet 2004   | 27 juillet 2009  |
| 22      | Banwari Lal Joshi                     | 28 juillet 2009  | 17 juin 2014     |
| intérim | Aziz Qureshi                          | 17 juin 2014     | 21 juillet 2014  |
| 23      | Ram Naik                              | 22 juillet 2014  | 28 juillet 2019  |
| 24      | Anandiben Patel                       | 29 juillet 2019  | en cours         |